# ناحیه سولون، شهرستان لیلاناو، میشیگان
ناحیه سولون (به انگلیسی: Solon Township) یک منطقهٔ مسکونی در ایالات متحده آمریکا است که در Leelanau County واقع شده‌است.
 ناحیه سولون ۷۶٫۹ کیلومتر مربع مساحت و ۱٬۵۴۲ نفر جمعیت دارد و ۱۸۶ متر بالاتر از سطح دریا واقع شده‌است.